# Carales fumata
Carales fumata är en fjärilsart som beskrevs av Barnes och Mcdunnough 1910. Carales fumata ingår i släktet Carales och familjen björnspinnare. Inga underarter finns listade i Catalogue of Life.